# Campionati mondiali juniores di sci alpino 2005
I Campionati mondiali juniores di sci alpino 2005 si sono svolti in Italia, a Bardonecchia, dal 23 al 27 febbraio. Il programma ha incluso gare di discesa libera, supergigante, slalom gigante, slalom speciale e combinata, tutte sia maschili sia femminili. A contendersi i titoli di campioni mondiali juniores sono stati i ragazzi e le ragazze nati tra il 1985 e il 1989.

## Risultati

### Uomini

#### Discesa libera
| Pos. | Atleta               | Nazione     | Tempo   |
| ---- | -------------------- | ----------- | ------- |
| 1    | Rok Perko            | Slovenia    | 1:25,58 |
| 2    | Christopher Beckmann | Stati Uniti | 1:25,78 |
| 3    | Erik Fisher          | Stati Uniti | 1:26,40 |
| 4    | Michael Gmeiner      | Austria     | 1:26,42 |
| 5    | Alexandre Bouillot   | Francia     | 1:26,54 |
| 6    | Christoph Nösig      | Austria     | 1:26,71 |
| 7    | Manfred Berchtold    | Austria     | 1:26,74 |
| 8    | Gareth Sine          | Canada      | 1:26,81 |
| 9    | Carlo Janka          | Svizzera    | 1:26,93 |
| 10   | Tim Jitloff          | Stati Uniti | 1:26,99 |

Data: 23 febbraio

#### Supergigante
| Pos. | Atleta                 | Nazione  | Tempo   |
| ---- | ---------------------- | -------- | ------- |
| 1    | Michael Gmeiner        | Austria  | 1:25,20 |
| 2    | Rok Perko              | Slovenia | 1:25,25 |
| 2    | Gareth Sine            | Canada   | 1:25,25 |
| 4    | Andrej Križaj          | Slovenia | 1:25,29 |
| 5    | Kjetil Jansrud         | Norvegia | 1:25,35 |
| 6    | Alexandre Bouillot     | Francia  | 1:25,66 |
| 7    | Stéphane de Siebenthal | Svizzera | 1:25,93 |
| 7    | Christoph Nösig        | Austria  | 1:25,93 |
| 9    | Cristian Locher        | Svizzera | 1:25,95 |
| 10   | Beat Feuz              | Svizzera | 1:25,99 |

Data: 25 febbraio

#### Slalom gigante
| Pos. | Atleta                 | Nazione     | Tempo   |
| ---- | ---------------------- | ----------- | ------- |
| 1    | Michael Gmeiner        | Austria     | 2:10,28 |
| 2    | Florian Scheiber       | Austria     | 2:10,55 |
| 3    | Stefan Guay            | Canada      | 2:10,85 |
| 4    | Michael Zach           | Austria     | 2:10,91 |
| 5    | Christoph Nösig        | Austria     | 2:11,10 |
| 6    | Jens Byggmark          | Svezia      | 2:11,15 |
| 7    | Tim Jitloff            | Stati Uniti | 2:11,18 |
| 8    | Kryštof Krýzl          | Rep. Ceca   | 2:11,46 |
| 9    | Kjetil Jansrud         | Norvegia    | 2:11,50 |
| 10   | Stéphane de Siebenthal | Svizzera    | 1:11,66 |

Data: 27 febbraio

#### Slalom speciale
| Pos. | Atleta               | Nazione     | Tempo   |
| ---- | -------------------- | ----------- | ------- |
| 1    | Filip Trejbal        | Rep. Ceca   | 1:24,10 |
| 2    | Mattias Hargin       | Svezia      | 1:24,74 |
| 3    | Beat Feuz            | Svizzera    | 1:25,02 |
| 4    | Kjetil Jansrud       | Norvegia    | 1:25,08 |
| 5    | Drew Roberts         | Stati Uniti | 1:25,15 |
| 6    | Tim Jitloff          | Stati Uniti | 1:25,47 |
| 7    | Jens Byggmark        | Svezia      | 1:25,58 |
| 8    | Stefano Gross        | Italia      | 1:25,85 |
| 9    | Torstein Lianes      | Norvegia    | 1:25,94 |
| 10   | Leif Kristian Haugen | Norvegia    | 1:26,03 |

Data: 24 febbraio

#### Combinata
| Pos. | Atleta            | Nazione     | Punti |
| ---- | ----------------- | ----------- | ----- |
| 1    | Tim Jitloff       | Stati Uniti | 37,53 |
| 2    | Kjetil Jansrud    | Norvegia    | 39,20 |
| 3    | Florian Scheiber  | Austria     | 42,84 |
| 4    | Christoph Nösig   | Austria     | 46,31 |
| 5    | Kryštof Krýzl     | Rep. Ceca   | 54,07 |
| 6    | Jens Byggmark     | Svezia      | 55,55 |
| 7    | Michael Sablatnik | Austria     | 62,70 |
| 8    | Beat Feuz         | Svizzera    | 63,95 |
| 9    | Mattias Hargin    | Svezia      | 64,84 |
| 10   | Petter Brenna     | Norvegia    | 68,72 |

Data: 23-27 febbraio

Classifica stilata attraverso i piazzamenti ottenuti
in discesa libera, slalom gigante e slalom speciale

### Donne

#### Discesa libera
| Pos. | Atleta           | Nazione  | Tempo   |
| ---- | ---------------- | -------- | ------- |
| 1    | Nadia Fanchini   | Italia   | 1:28,84 |
| 2    | Elena Fanchini   | Italia   | 1:28,95 |
| 3    | Katrin Triendl   | Austria  | 1:29,61 |
| 4    | Dominique Gisin  | Svizzera | 1:30,17 |
| 4    | Aurélie Revillet | Francia  | 1:30,17 |
| 6    | Shona Rubens     | Canada   | 1:30,21 |
| 7    | Corinne Anselmet | Francia  | 1:30,26 |
| 8    | Regina Mader     | Austria  | 1:30,29 |
| 9    | Wendy Siorpaes   | Italia   | 1:30,34 |
| 10   | Eva-Maria Brem   | Austria  | 1:30,35 |

Data: 23 febbraio

#### Supergigante
| Pos. | Atleta               | Nazione  | Tempo   |
| ---- | -------------------- | -------- | ------- |
| 1    | Andrea Fischbacher   | Austria  | 1:26,81 |
| 2    | Nadia Fanchini       | Italia   | 1:26,90 |
| 3    | Elena Fanchini       | Italia   | 1:27,06 |
| 4    | Kathrin Zettel       | Austria  | 1:27,49 |
| 5    | Simone Streng        | Austria  | 1:27,79 |
| 6    | Urška Rabič          | Slovenia | 1:28,37 |
| 7    | Michaela Kirchgasser | Austria  | 1:28,84 |
| 8    | Lana Grandovec       | Slovenia | 1:28,41 |
| 9    | Camilla Alfieri      | Italia   | 1:28,46 |
| 10   | Cathrine Meisingset  | Norvegia | 1:28,65 |

Data: 24 febbraio

#### Slalom gigante
| Pos. | Atleta                | Nazione     | Tempo   |
| ---- | --------------------- | ----------- | ------- |
| 1    | Nadia Fanchini        | Italia      | 2:21,34 |
| 2    | Brigitte Acton        | Canada      | 2:21,64 |
| 3    | Michaela Kirchgasser  | Austria     | 2:21,73 |
| 4    | Kathrin Zettel        | Austria     | 2:21,99 |
| 5    | Šárka Záhrobská       | Rep. Ceca   | 2:22,02 |
| 6    | Elena Fanchini        | Italia      | 2:22,13 |
| 7    | Sophie Splawinski     | Canada      | 2:22,35 |
| 8    | Maria Pietilä Holmner | Svezia      | 2:22,41 |
| 9    | Resi Stiegler         | Stati Uniti | 2:22,81 |
| 10   | Carolin Fernsebner    | Germania    | 1:23,71 |

Data: 26 febbraio

#### Slalom speciale
| Pos. | Atleta                | Nazione     | Tempo   |
| ---- | --------------------- | ----------- | ------- |
| 1    | Šárka Záhrobská       | Rep. Ceca   | 1:23,97 |
| 2    | Kathrin Zettel        | Austria     | 1:24,33 |
| 3    | Ana Jelušić           | Croazia     | 1:25,19 |
| 4    | Resi Stiegler         | Stati Uniti | 1:26,58 |
| 5    | Michaela Kirchgasser  | Austria     | 1:27,03 |
| 6    | Maria Pietilä Holmner | Svezia      | 1:27,37 |
| 7    | Christina Ammerer     | Germania    | 1:27,51 |
| 8    | Tamara Vidoni         | Francia     | 1:27,53 |
| 9    | Simone Streng         | Austria     | 1:28,05 |
| 10   | Camilla Borsotti      | Italia      | 1:28,35 |

Data: 25 febbraio

#### Combinata
| Pos. | Atleta               | Nazione     | Punti  |
| ---- | -------------------- | ----------- | ------ |
| 1    | Kathrin Zettel       | Austria     | 35,54  |
| 2    | Resi Stiegler        | Stati Uniti | 57,86  |
| 3    | Sophie Splawinski    | Canada      | 74,29  |
| 4    | Camilla Borsotti     | Italia      | 75,79  |
| 5    | Chelsea Marshall     | Stati Uniti | 95,47  |
| 6    | Ana Drev             | Slovenia    | 98,43  |
| 7    | Lana Grandovec       | Slovenia    | 108,01 |
| 8    | Caitlin Ciccone      | Stati Uniti | 117,09 |
| 9    | Hilary Longhini      | Italia      | 120,53 |
| 10   | Marianne Abderhalden | Svizzera    | 122,33 |

Data: 23-26 febbraio

Classifica stilata attraverso i piazzamenti ottenuti
in discesa libera, slalom gigante e slalom speciale

## Medagliere per nazioni
| Pos. | Nazione     | Oro | Argento | Bronzo | Totale |
| ---- | ----------- | --- | ------- | ------ | ------ |
| 1    | Austria     | 4   | 2       | 3      | 9      |
| 2    | Italia      | 2   | 2       | 1      | 5      |
| 3    | Rep. Ceca   | 2   | 0       | 0      | 2      |
| 4    | Stati Uniti | 1   | 2       | 1      | 4      |
| 5    | Slovenia    | 1   | 1       | 0      | 2      |
| 6    | Canada      | 0   | 2       | 2      | 2      |
| 7    | Norvegia    | 0   | 1       | 0      | 1      |
| 7    | Svezia      | 0   | 1       | 0      | 1      |
| 9    | Croazia     | 0   | 0       | 1      | 1      |
| 9    | Svizzera    | 0   | 0       | 1      | 1      |